# Эд-Дуджейль
Эд-Дуджейль (араб. الدجيل‎) — населённый пункт на севере Ирака, в мухафазе Салах-эд-Дин. 
Расположен в 65 км (40 милях) от Багдада, населён преимущественно мусульманами-шиитами.

## История
В годы правления Саддама Хусейна Эд-Дуджейль являлся оплотом оппозиционной шиитской партии Дава, которая выступала против баасистского режима и ирано-иракской войны.
В 1982 году неизвестные совершили неудачное покушение на президента Ирака. Тогда при проезде автоколонны Хусейна на неё напала группа людей, атака которых была отбита. В ответ на нападение на главу государства центральные власти посадили в тюрьмы более 1500 местных жителей. 15 человек из них были казнены сразу, а 133 — после показательных судов. За этот эпизод Саддам Хусейн и три его соратника были казнены по решению Верховного трибунала Ирака.